# Московский (Егорлыкский район)
Моско́вский — хутор в Егорлыкском районе Ростовской области.
Входит в состав Войновского сельского поселения.

## География
Хутор расположен на реке Мокрая Грязнуха (бассейн Еи).

## История
В 1958 году указом Президиума Верховного Совета РСФСР хутор Буденный переименован в хутор Московский.

## Население
| 1989 | 2002 | 2010 |
| ---- | ---- | ---- |
| 173  | ↗204 | ↘170 |

## Улицы
- ул. Крестьянская,
- ул. Солнечная,
- пер. Будённовский.